# John D'Emilio
John D'Emilio ( 1948, en Nueva York) es un catedrático de Historia y Estudios de género y femeninos estadounidense en la Universidad de Illinois en Chicago. Ha enseñado en la universidad de Carolina del Norte en Greensboro. Consiguió su doctorado de la Universidad de Columbia en 1982, donde su profesor fue William Leuchtenburg. Consiguió una beca Guggenheim en 1998 y otra del National Endowment for the Humanities en 1997; fue director del Policy Institute del National Gay and Lesbian Task Force de 1995 a 1997.

## Premios y reconocimientos
D'Emilio ganó el premio Stonewall Book Award en 1984 por su libro más citado, Sexual politics, sexual communities, que es considerado la historia definitiva del movimiento homófilo en Estados Unidos de 1940 a 1970. Su biografía del líder del movimiento civil Bayard Rustin, Lost prophet: Bayard Rustin and the quest for peace and justice in America, consiguió el Stonewall Book Award para ensayo en 2004.
En 2005 recibió el Brudner Prize en la Universidad de Yale.
El libro Intimate matters: A history of sexuality in America, escrito junto con Estelle Freedman, fue citado por el juez Anthony Kennedy en la resolución de Lawrence v. Texas, la sentencia del Tribunal Supremo de los Estados Unidos de 2003 que anuló todas las leyes contra la sodomía que todavía estaban vigentes en Estados Unidos.

## Obra
- Autor
  - Lost Prophet: Bayard Rustin and the Quest for Peace and Justice in America (The Free Press, 2003)
  - The World Turned: Essays on Gay History, Politics, and Culture (Duke University Press, 2002)
  - Making Trouble: Essays on Gay History, Politics, and the University (New York: Routledge, 1992)
  - Sexual Politics, Sexual Communities: The Making of a Homosexual Minority in the United States, 1940-1970 (Chicago: University of Chicago Press, 1983; 2ª edición, con nuevo prefacio y postfacio, 1998)
- Coautor
  - With Estelle Freedman, Intimate Matters: A History of Sexuality in America (New York: Harper and Row, 1988; 2ª edición aumentada, University of Chicago Press, 1997)
- Editor
  - The Civil Rights Struggle: Leaders in Profile (New York: Facts-on-File, Inc., 1979), con una introducción
  - The Universities and the Gay Experience: A Conference Sponsored by the Women and Men of the Gay Academic Union (New York, 1974), con una introducción
- Coeditor
  - With William Turner and Urvashi Vaid, Creating Change: Sexuality, Public Policy and Civil Rights (New York: St. Martin’s Press, 2000)